# Scenka ogrodu z Roundhay
Scenka ogrodu z Roundhay – film krótkometrażowy z 1888 uznawany za pierwszy film w historii, a na pewno najstarszy zachowany.
Film został nakręcony przy Oakwood Grange Road na Roundhay w Leeds w hrabstwie West Yorkshire w Anglii przez Louisa Aimé Augustina Le Prince'a. Występują w nim Adolphe Le Prince (syn Le Prince'a), Sarah Whitley (teściowa Le Prince'a), panna Harriet Hartley i Joseph Whitley chodzący wkoło i śmiejący się.
Jako że pani Whitley zmarła w październiku 1888, film musiał powstać przed tą datą. Do dziś zachowały się jedynie kopie fotograficzne prawdopodobnie papierowej taśmy, na której był zarejestrowany. Film trwa około dwóch sekund, składa się z 20 klatek oraz jest odtwarzany z szybkością około 12 klatek na sekundę.